# Trifolium wormskioldii
Trifolium wormskioldii är en ärtväxtart som beskrevs av Johann Georg Christian Lehmann. Trifolium wormskioldii ingår i släktet klövrar, och familjen ärtväxter. Inga underarter finns listade i Catalogue of Life.

## Bildgalleri

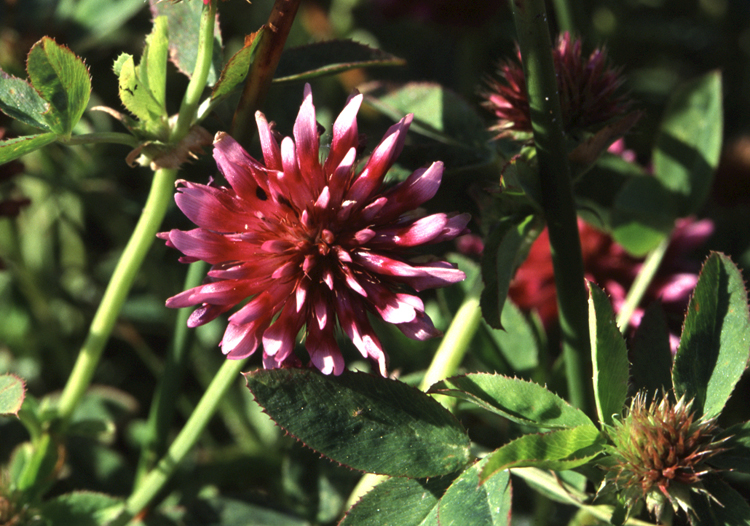